# Евстафий (броненосец)
«Евстафий» — русский линкор додредноутного типа. Головной корабль серии броненосцев типа «Евстафий» (1911—1919). Во время Первой мировой войны — флагман Черноморского флота.

## История
Строился в 1904—1911 годах в Николаеве по проекту полковника ККИ А. Э. Шотта. 23 ноября 1904 года заложен на эллинге Николаевского адмиралтейства, спущен на воду 3 ноября 1906 года, вступил в строй 28 мая 1911 года. 11 августа 1911 года вместе с линейными кораблями «Пантелеймон», «Иоанн Златоуст», «Три Святителя» и «Ростислав» образовал бригаду линкоров Чёрного моря. В начале первой мировой войны — флагман черноморского флота.

### Бой с «Гебеном»
5 ноября 1914 года, вблизи Ялты, группа линкоров Черноморского флота во главе с «Евстафием» (пять линкоров, три крейсера и минная бригада) неожиданно встретилась с германским линейным крейсером «Гебен» в сопровождении легкого крейсера «Бреслау». Огневой контакт продолжался менее 15 минут на дистанции от 7 до 5 км. «Евстафий» выпустил шестнадцать 305-мм снарядов, три из которых поразили «Гебен» и вызвали пожар на немецком крейсере. «Гебен» выпустил по «Евстафию» девятнадцать 280-мм снарядов, добившись четырёх попаданий (4 офицера и 29 матросов были убиты и 1 офицер и 24 матроса — ранены).
Из-за плохой видимости и слабой организации огня остальные русские линкоры не добились попаданий; «Гебену» и «Бреслау» удалось уйти.

### Другие действия
Участвовал в обстреле побережья и портов Зунгулдак, Килимли, Козлу и Варна, в операциях на коммуникациях противника. Прикрывал воинские перевозки и минно-заградительные действия разнородных сил флота.

### Революция
С марта 1918 года находился в Севастополе, где 1 мая 1918 года был захвачен германскими силами, а 24 ноября 1918 года англо-французскими войсками и 22-24 апреля 1919 года по приказу английского командования взорваны машины и башни ГК и выведен из строя. В некоторых источниках указывается что в 1921 году «Евстафий» был переименован в «Революцию». В 1922 году сдан Комгосфонду для демонтажа и разделки на металл и 21 ноября 1925 года исключён из списков РККФ. Станки орудий главного калибра использовались при создании железнодорожных установок ТМ-2-12.

## Командиры
- 24.06.1906 — хх.хх.хххх — капитан 1-го ранга Качинский, Роман Петрович
- 1908—1909 — капитан 1-го ранга Белоголовый, Александр Андреевич
- 1909—1911 — капитан 1-го ранга Клюпфель, Евгений Владиславович
- 07.12.1911 — 23.03.1915 — капитан 1-го ранга Галанин, Валериан Иванович
- 18.04.1915 — хх.хх.1916 — капитан 1-го ранга Федорович, Михаил Иосифович
- 11.1916-05.1917 — капитан 1-го ранга Остроградский, Михаил Михайлович